# Sơn Định, Chợ Lách
Sơn Định là một xã thuộc huyện Chợ Lách, tỉnh Bến Tre, Việt Nam.
Xã Sơn Định có diện tích 14,65 km², dân số năm 1999 là 11862 người, mật độ dân số đạt 810 người/km².